# Sennett (Nueva York)
Sennett es un pueblo ubicado en el condado de Cayuga en el estado estadounidense de Nueva York. En el año 2000 tenía una población de 3.244 habitantes y una densidad poblacional de 43.5 personas por km².

## Geografía
Sennett se encuentra ubicado en las coordenadas 42°58′23″N 76°31′15″O / 42.97306, -76.52083.

## Demografía
Según la Oficina del Censo, en 2000 los ingresos medios por hogar en la localidad eran de $50,282, y los ingresos medios por familia eran $57,009. Los hombres tenían unos ingresos medios de $37,663 frente a los $24,479 para las mujeres. La renta per cápita para la localidad era de $19,593. Alrededor del 3.7% de la población estaba por debajo del umbral de pobreza.